# Pinar de La Algaida

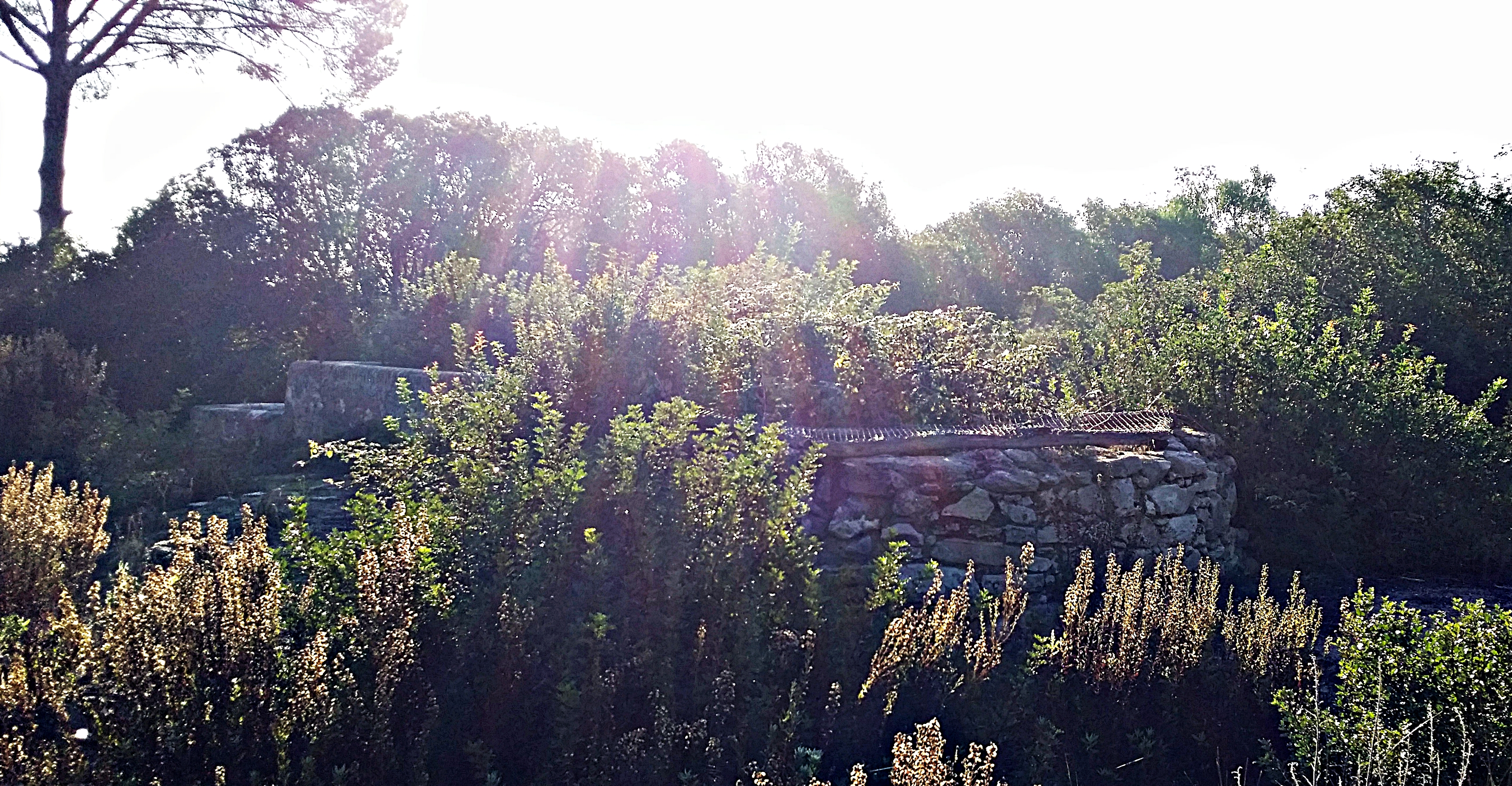
Pozo de los Caveros. La Algaida

Es un pinar que pertenece, como pre-parque, al parque natural de Doñana. Su nombre parece que procede del árabe "Al gaida", que significa el bosque.

## Descripción
Situado al sureste del parque nacional Doñana, en la margen izquierda del río Guadalquivir, es la  zona  verde más importante de Sanlúcar de Barrameda y constituye una zona habitual de recreo para los sanluqueños.

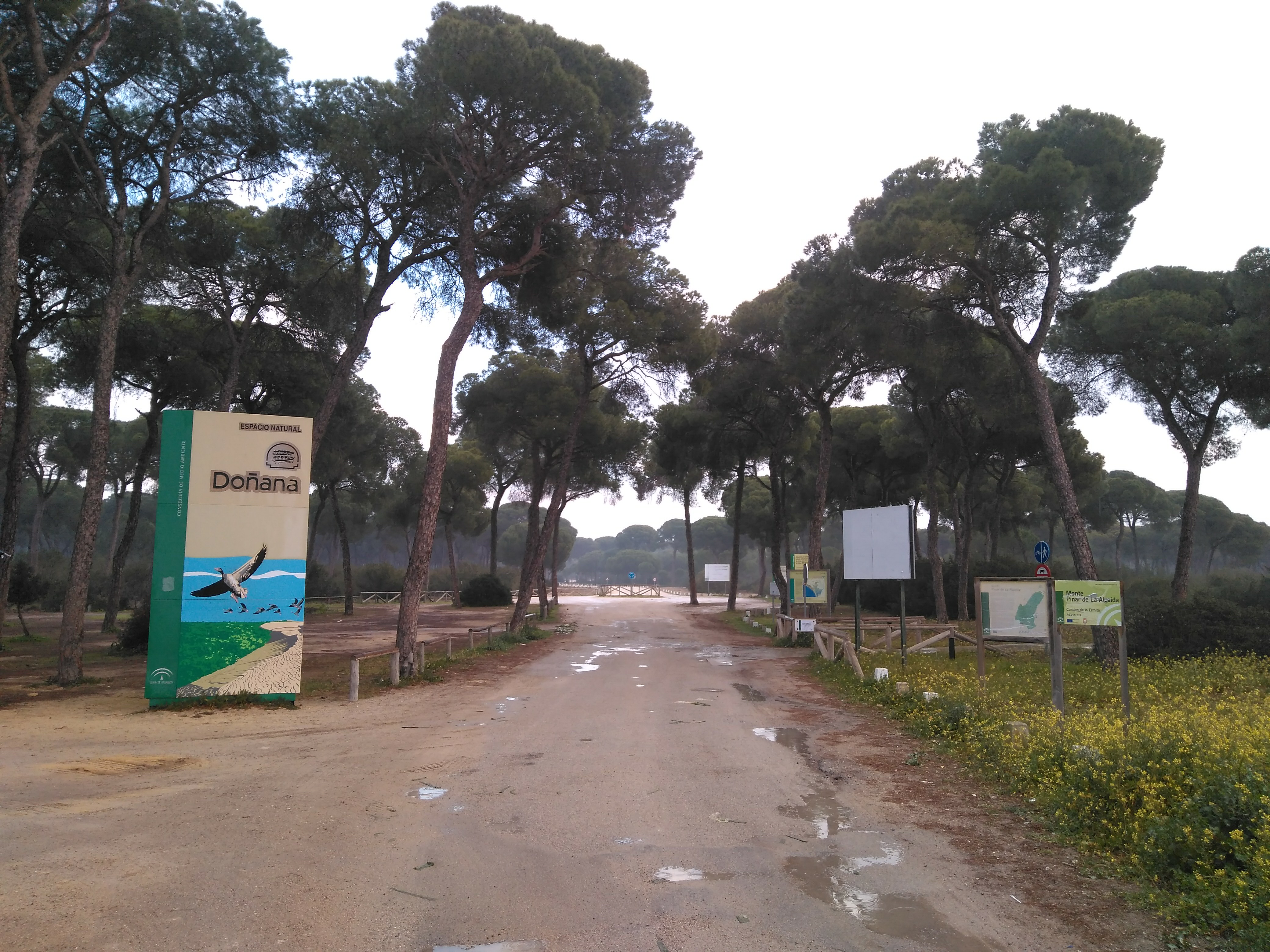
Entrada

En la zona se encuentran diferentes especies vegetales destacando principalmente el pino piñonero, acompañado por un matorral espeso constituido por jaras, lentiscos, brezos y sabinas. Una gran variedad de aves habita el entorno, como cigüeñas negras, grullas, flamencos, calamones, fochas, así como una larga lista de aves insectívoras. A su entrada se sitúa también la llamada Laguna de Tarelo, lugar de anide de numerosas aves de la zona. Existe una zona de marisma en la que existen explotaciones de salinas. El Pinar de la Algaida existe por repoblación desde principios del siglo XIX, contiene una gran colonia de milanos.
La Algaida fue una antigua isla en medio del llamado Lacus Ligustinus, con caños del río que la bordeaban. Esos caños se han colmatado en época relativamente reciente y pueden haber estado en el dominio marítimo hasta hace 150 o 200 años. Por tanto ha sido habitado por numerosas culturas desde la antigüedad. De ahí los numerosos restos arqueológicos que han aparecido entre sus dunas, tales como El Tesorillo, un recinto sagrado prerromano dedicado al Lucero o a la diosa Astarté ,  El pozo de los Caveros de origen romano y la Factoría romana de La Algaida. Sus coordenadas de situación son: 36°50′47″N 6°18′54″O.

## Turismo
El Pinar es visitable, y cuenta con merenderos y áreas recreativas